# Lagocephalus sceleratus
Il pesce palla argenteo (Lagocephalus sceleratus (Gmelin, 1789)) è un pesce osseo d'acqua salata appartenente alla famiglia Tetraodontidae.

## Distribuzione e habitat
Si tratta di una specie diffusa nelle fasce tropicali ed equatoriali degli oceani Indiano e Pacifico. È un migrante lessepsiano ed è penetrato nel mar Mediterraneo orientale dal mar Rosso attraverso il Canale di Suez. Attualmente è frequente nelle acque di Israele, Turchia meridionale ed isole di Rodi e Creta. La sua presenza in Italia è stata registrata per la
prima volta nel 2013 nell'isola di Lampedusa; poco dopo un esemplare è stato pescato nella parte sudorientale della Sicilia e successivamente altri esemplari sono stati catturati nel canale di Sicilia e nel mar Adriatico.

Vive in acque aperte nei pressi di fondi scogliosi, anche molto vicino alla riva ma è stato pescato fino a 250 metri di profondità (nel mar Rosso).

## Descrizione
Molto simile al capolepre ma più slanciato e con pinna caudale simmetrica. Anch'esso ha la capacità di inghiottire acqua quando spaventato. Il colore è grigio o bruno con punti scuri sul dorso (caratteristica per cui è chiamato anche pesce palla maculato) e bianco sul ventre. Una larga e vistosa banda argentea decorre sui fianchi. Misura fino a 40 cm. Possiede solo due denti molto affilati e dal morso potente. Si ciba di invertebrati bentonici.

## Riproduzione
Uova e larve sono pelagiche.

## Pericoli per l'uomo
Il pesce palla argenteo è estremamente velenoso: alcune parti di questo pesce contengono infatti una sostanza (la tetradotossina) che provoca paralisi respiratoria e problemi al sistema cardiocircolatorio in breve tempo: vi sono stati casi di intossicazioni mortali in Egitto e in Israele. La tossina è presente nel fegato, nella pelle e negli organi riproduttivi del pesce ed è resistente alla cottura.